# Line (Instant Messaging)
Line ist ein Instant-Messaging-Dienst des japanischen Unternehmens Line Corporation, das zur koreanischen Naver Corporation gehört. Momentan hat Line 280 Millionen registrierte Nutzer und ist – bezogen auf den Marktanteil – die größte Messaging-App in Japan, Thailand und Taiwan.

## Übersicht
Die App ist in bis zu siebzehn Sprachen verfügbar. Sie konkurriert in Asien mit dem chinesischen WeChat, dem koreanischen KakaoTalk und dem indischen Hike sowie in Europa vor allem mit WhatsApp und dem Facebook Messenger.
Mit dem Programm lassen sich sowohl kostenfreie VoIP-Anrufe tätigen als auch Nachrichten versenden (vgl. Skype). Man kann den Dienst auch zu einem rudimentären sozialen Netzwerk ausbauen, in diesem Sinn ist er in Japan auch Konkurrenz von Mixi.
Im Gegensatz beispielsweise zu Skype kann Line nicht gleichzeitig auf mehreren Geräten verwendet werden, sondern immer nur auf einem. Bei Neuinstallation auf einem anderen wird die Benutzungsmöglichkeit desselben Programmes auf dem davor verwendetem Gerät deaktiviert und umgekehrt. Eine Ausnahme bildet die Kombination Android/Windows. Ist die Applikation auf Android installiert, kann parallel eine Instanz auf einem Windows-PC installiert werden. Beide Applikationen können dann sogar zeitgleich betrieben werden, sodass auch ein Datenaustausch zwischen der Android-Version und der Windows-Version möglich ist. Bilder von anderen Chat-Teilnehmern können somit direkt auf der Windows-Umgebung heruntergeladen werden (und umgekehrt); möchte man Bilder oder Dokumente mit sich selbst austauschen muss man das interne Tool Keep verwenden. Diese Funktion eröffnet die Möglichkeit, Daten (Bilder, Dokumente) des Telefons mit dem Windows-PC auszutauschen, ohne dass das Handy mit dem PC physisch verbunden sein muss.
Ab Version 4.8 bietet die App mit LINE Pay auch ein mobiles Bezahl- und Geldtransfersystem an.
Line bietet den Nutzern eine rudimentäre Social-Media-Homepage und Chronik an. Beide Funktionen sind aktuell für Nutzer, die sich mit einer deutschen Telefonnummer registriert haben, nicht verfügbar.

## Geschichte
Als nach dem Tōhoku-Erdbeben 2011 das japanische Telefonnetz nicht gut funktionierte, lancierte das koreanische Mutterunternehmen Naver Corporation dort die kostenlose App Line für Android und iOS und konnte darauf in ganz Japan spektakuläre Erfolge feiern. Später wurde Line Japan von anderen Naver-Aktivitäten wie z. B. Gaming abgespalten und tritt fortan japanisch auf. Die Firma vermarktet sich seither als international erfolgreiche, japanische Firma im Social-Web-Segment, auch wenn sie noch immer eine Tochtergesellschaft ist. Zur Jahresmitte 2014 hatte der Dienst über 400 Millionen registrierte Kunden.
Seit Juli 2016 ist die Ende-zu-Ende-Verschlüsselung bei Line voreingestellt. Im November 2018 ist Line eine Kooperation mit WeChat Pay eingegangen.

## Zensur in China
Im Mai 2013 wurde bekannt, dass Line (beziehungsweise der dahinter stehende App-Anbieter Lianwo) in die Mobile-App einen Code eingebaut hat, der bestimmte Wörter erkennen und daraufhin das Versenden der dazugehörigen Nachricht unmöglich machen soll.
Die ursprüngliche Liste der betroffenen Wörter umfasste 150 Einträge. Die meisten davon im Zusammenhang mit aktuellen politischen Ereignissen in China, Menschenrechten und generell heiklen politischen Themen. Zusätzlich waren auch etliche Begriffe enthalten, die zumindest aktuell keine brisante Bedeutung erkennen ließen. Interessant ist es zu wissen, dass Line auch international verwendet wird und außerhalb Chinas keinerlei Zensur stattfindet. Wird aber während der Installation China als Ursprungsland erkannt, lädt die App die aktuelle Zensurliste herunter und aktiviert die Blockierung entsprechender Nachrichten. Das Citizen Lab, eine Einrichtung an der University of Toronto, hat nach eigenen Angaben darüber hinaus noch Zugriff auf zwei weitere Listen, von denen „Version 20“ 223 Wörter und „Version 21“ 370 Wörter umfasst. Prominente Vertreter dabei sind zum Beispiel das Tian’anmen-Massaker, die Falun Gong oder Wen Jiabao.
Das Vorgehen von Line ist kein Einzelfall, sondern trifft auf viele große Firmen in China zu, die alle ohne Ausnahme fürchten müssen, von der chinesischen Regierung mit Sanktionen bis hin zur Einstellung aller Aktivitäten belegt zu werden. Der chinesische Markt gilt als erklärtes Expansionsziel der Firma, was eine wohlgesinnte Haltung der Regierung voraussetzt.

## Kritik
Die Stiftung Warentest bewertete Line im Februar 2014 als „sehr kritisch“ in Sachen Datenschutz. Bei ihrem zweiten Test im August 2015 bewertet sie Line jedoch als „befriedigend“ im „Umgang mit persönlichen Daten“.